# Österreichisch-Ungarische Landesaufnahmen
Die Österreichisch-Ungarischen Landesaufnahmen waren 4 unterschiedliche Landesvermessungen die auf dem Gebiet der Österreichisch-Ungarischen Monarchie (und ihrer Vorgänger) unternommen wurden:
- Josephinische Landesaufnahme (auch „Erste Landesaufnahme“; 1764–1784 im Maßstab 1:28.800)
- Franziszeische Landesaufnahme (auch „Zweite Landesaufnahme“; 1806–1869 im Maßstab 1:28.800)
- Franzisco-Josephinische Landesaufnahme (auch „Dritte Landesaufnahme“; 1869–1887 im Maßstab 1:25.000)
- Vierte Landesaufnahme (auch „Präzisionsaufnahme“; 1896–1914 und endgültig abgeschlossen 1987 im Maßstab 1:25.000 und ab 1959 1:50.000)

## Trivia
Die 1755 angefertigte Carte des environs de Schönbrun et ceux de Laxemburg gilt als Vorläuferin der vier Landesaufnahmen.